# Dysdera ortunoi
Dysdera ortunoi este o specie de păianjeni din genul Dysdera, familia Dysderidae, descrisă de Ferrández, 1996.
Este endemică în Spania. Conform Catalogue of Life specia Dysdera ortunoi nu are subspecii cunoscute.